# Ingo Juchler
Ingo Juchler (* 1962 in Mannheim) ist ein deutscher Politikdidaktiker und Hochschullehrer.

## Leben
Nach dem Studium von 1982 bis 1995 an den Universitäten Trier und Marburg promovierte er zum Thema Die Studentenbewegungen in den Vereinigten Staaten und der Bundesrepublik Deutschland der sechziger Jahre, war im Anschluss an das Referendariat als Gymnasiallehrer tätig. Er habilitierte sich mit der Schrift Demokratie und politische Urteilskraft und vertrat Professuren an der PH Weingarten und an der Universität Augsburg. Dann wurde er 2005 erst an die PH Weingarten, 2009 dann an die Georg-August-Universität Göttingen berufen. Seit April 2010 hat er den Lehrstuhl für Politische Bildung an der Universität Potsdam inne. Seine speziellen Interessen gelten historischen Orten wie Berlin 1968 und 1989. Auch ist er Herausgeber einer historischen Biographie über Mildred Harnack.

## Schriften
- Die Studentenbewegungen in den Vereinigten Staaten und der Bundesrepublik Deutschland der sechziger Jahre. Eine Untersuchung hinsichtlich ihrer Beeinflussung durch Befreiungsbewegungen und -theorien aus der Dritten Welt, Dunkler und Humblot, Berlin 1996
- Demokratie und politische Urteilskraft. Überlegungen zu einer normativen Grundlegung der Politikdidaktik, Schwalbach/Ts. 2005, ISBN 978-3-89974-177-3
- 1989 in Berlin. Schauplätze der Friedlichen Revolution, bebra, Berlin 2019, ISBN 978-3-8148-0236-7
- 1989 in Deutschland. Schauplätze der Friedlichen Revolution. bebra, Berlin 2019, ISBN 978-3-89809-158-9
- Die DDR im Jahr 1989. Landeszentrale für politische Bildung Thüringen, Erfurt 2020, ISBN 978-3-948643-07-2
- Hrsg.: Mildred Harnack und die Rote Kapelle in Berlin. Potsdam 2017, ISBN 978-3-86956-407-4